# Spiridens flagellosus
Spiridens flagellosus är en bladmossart som beskrevs av W. P. Schimper 1865. Spiridens flagellosus ingår i släktet Spiridens och familjen Spiridentaceae. Inga underarter finns listade i Catalogue of Life.